# Typhlodromus werneri
Typhlodromus werneri är en spindeldjursart som beskrevs av Schultz 1973. Typhlodromus werneri ingår i släktet Typhlodromus och familjen Phytoseiidae. Inga underarter finns listade i Catalogue of Life.